# Picea

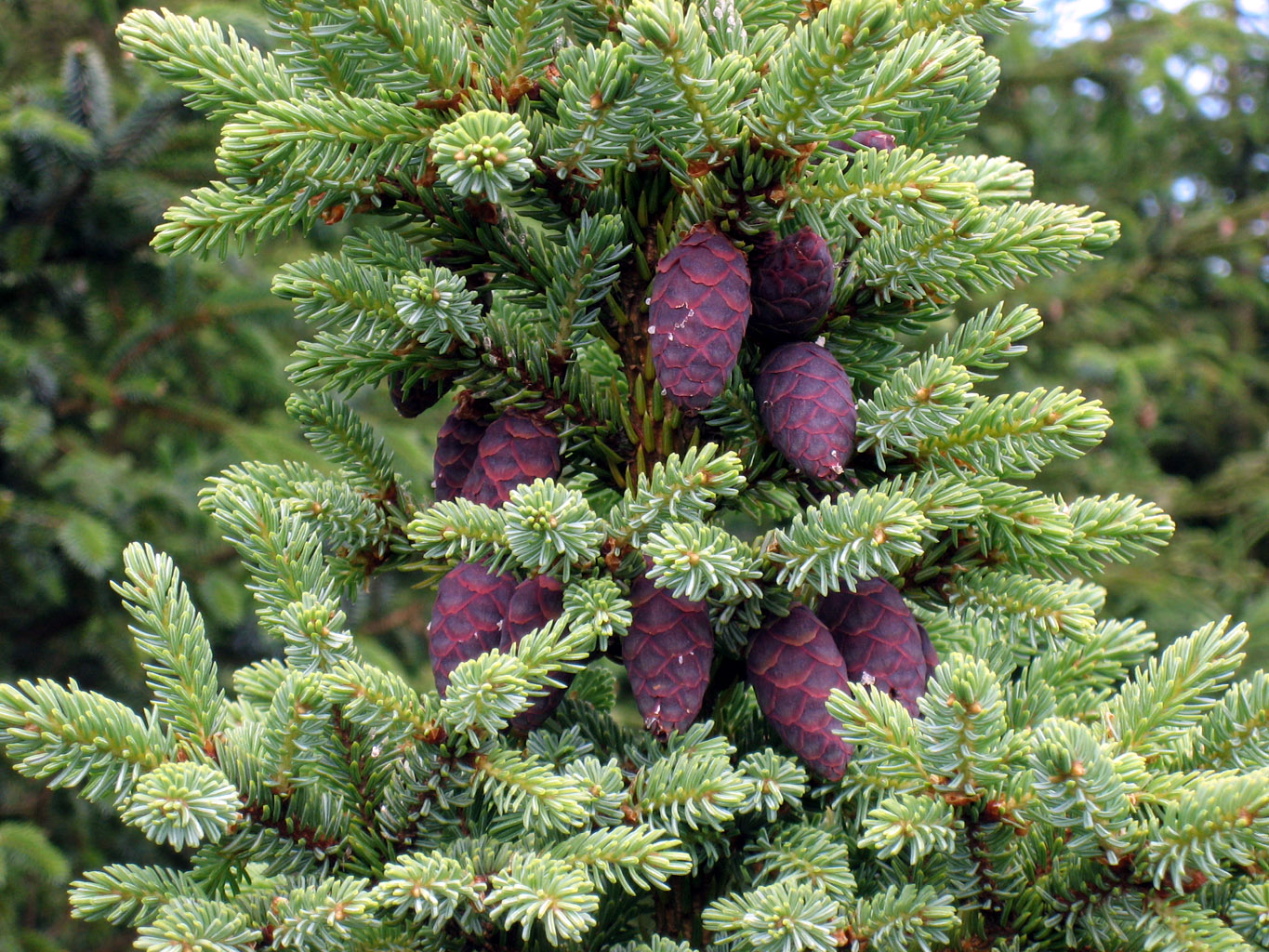
Picea mariana

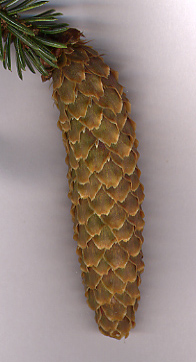
Cono de Picea sitchensis

La pícea (Picea por su nombre científico) constituye un género de la familia Pinaceae con unas 35 especies, dentro de las coníferas. Son árboles entre 20 y 60 metros con porte piramidal, hojas aisladas, planas o tetragonales puntiagudas y estróbilos colgantes que no se disgregan hasta madurar. Entre sus representantes más conocidos están el abeto rojo (o falso abeto) y la Picea glauca. La mayoría de las especies del género son árboles longevos y de crecimiento lento. Su madera es muy utilizada para fabricar instrumentos musicales, como violines o guitarras.
Se distinguen de otros miembros de la familia de los pinos por sus acículas (hojas), que tienen cuatro lados y están unidas individualmente a pequeñas estructuras persistentes en forma de clavija (pulvino o esterigma) en las ramas, y por sus conos (sin brácteas sobresalientes), que cuelgan hacia abajo después de ser polinizadas. Las acículas se desprenden a los 4-10 años, dejando las ramas rugosas con las estaquillas retenidas. En otros géneros similares, las ramas son bastante lisas.
Las larvas de algunas especies de lepidópteros (polillas y mariposas), como la gusano cogollero del abeto oriental, utilizan los abetos como plantas alimenticias. También son utilizadas por las larvas de los adelgazadores de las agallas (especies Adelges).
En las montañas del oeste de Suecia, los científicos han encontrado una pícea noruega, apodada Old Tjikko, que al reproducirse por estratificación, ha alcanzado una edad de 9550 años y se afirma que es el árbol vivo más antiguo del mundo conocido.

## Descripción

### Morfología

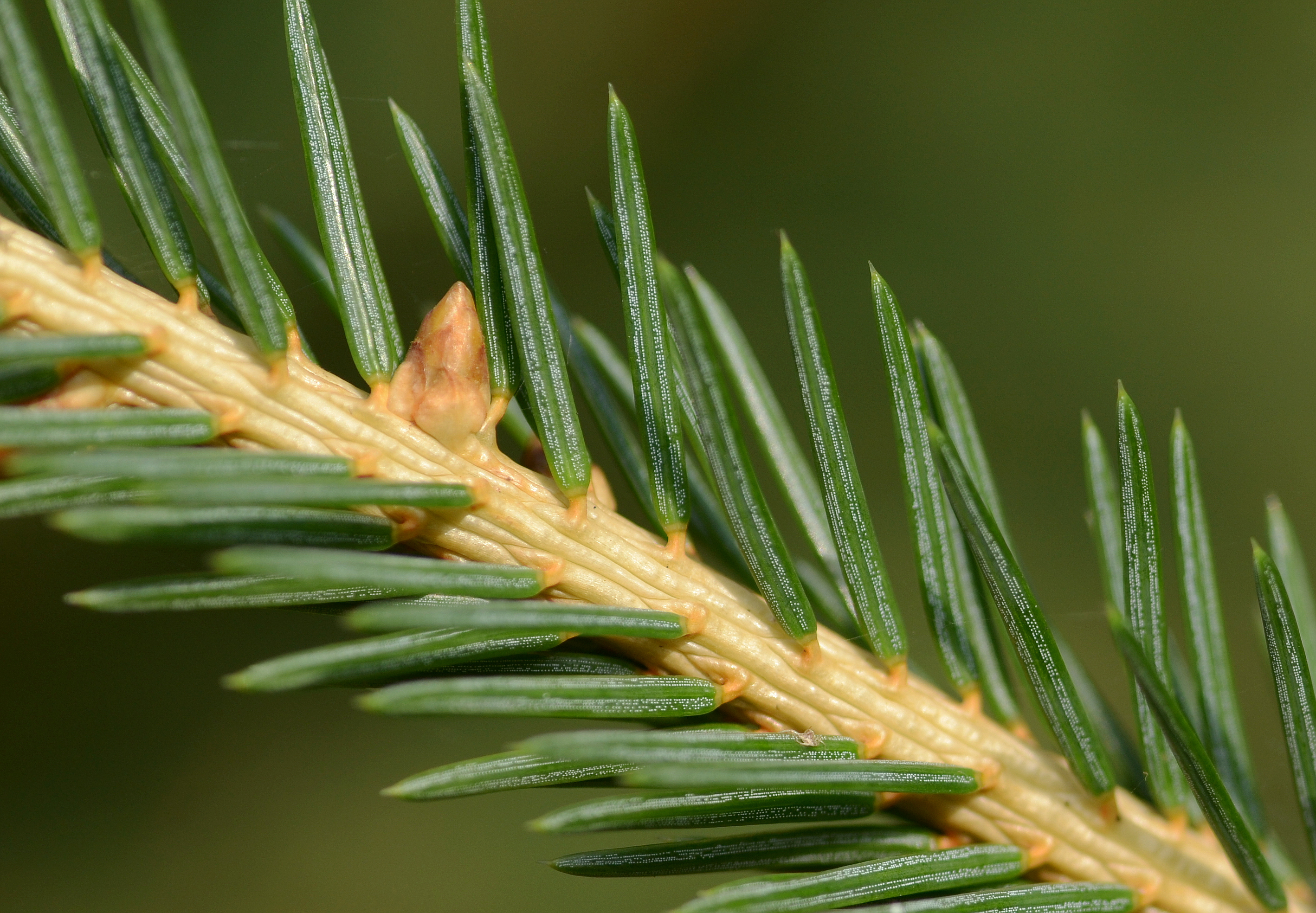
La base en forma de clavija de las acículas, o pulvinus, en pícea de Noruega (Picea abies)

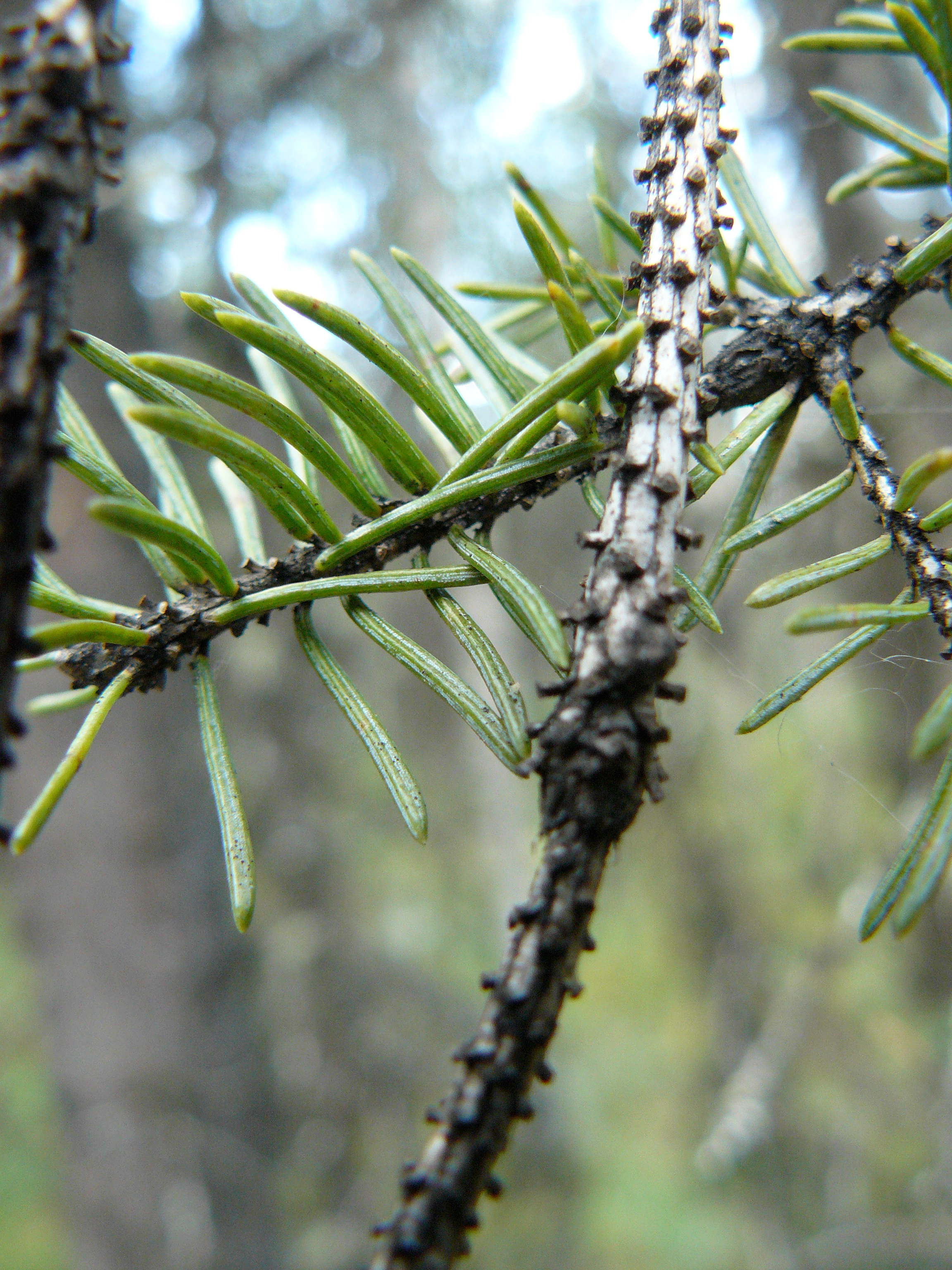
Los pulvinos permanecen después de la caída de las agujas (pícea blanca, Picea glauca).

Determinar que un árbol es una pícea no es difícil; las acículas de hoja perenne que son más o menos cuadrangulares, y especialmente el pulvino, lo delatan. Más allá de eso, la determinación puede volverse más difícil. Un muestreo intensivo en la zona de Smithers/Hazelton/Houston de British Columbia mostró que Douglas (1975), según Coates et al. (1994), que la morfología de la escama del cono era la característica más útil para diferenciar las especies de abeto; la longitud, la anchura, la relación longitud: anchura, la longitud de la escama libre (la distancia desde la huella del ala de la semilla hasta la punta de la escama), y el porcentaje de escama libre (longitud de la escama libre como porcentaje de la longitud total de la escama) eran las más útiles a este respecto. Daubenmire (1974), tras un muestreo en toda el área de distribución, ya había reconocido la importancia de los 2 últimos caracteres. Taylor (1959) había observado que la diferencia morfológica más obvia entre la típica Picea glauca y la típica P. engelmannii era la escama del cono, y Horton (1956,1959) encontró que las características diagnósticas más útiles de las 2 piceas están en el cono; las diferencias ocurren en la flor, el brote y la aguja, "pero las del cono son las más fáciles de evaluar" (Horton 1959). Coupé et al. (1982) recomendó que los caracteres de la escama del cono se basaran en muestras tomadas de la sección media de cada uno de los 10 conos de cada uno de los 5 árboles de la población de interés.
Sin conos, la diferenciación morfológica entre las especies de píceas y sus híbridos es más difícil. La clasificación de las especies para las semillas recogidas de los rodales de abeto en los que puede haber ocurrido la hibridación introgresiva entre las piceas blanca y de Sitka (P. sitchensis) es importante para determinar los regímenes culturales apropiados en el vivero. Si, por ejemplo, la picea blanca cultivada en viveros de contenedores en el suroeste de la Columbia Británica no recibe un fotoperiodo extendido, el crecimiento de la cabeza cesa pronto en la primera temporada de crecimiento, y las plántulas no alcanzan las especificaciones de altura mínima. Pero, si se proporciona un fotoperiodo extendido para la picea Sitka, las plántulas se vuelven inaceptablemente altas al final de la primera temporada de crecimiento .  La clasificación de las especies de los lotes de semillas recolectados en áreas donde se ha informado de la hibridación de las piceas blanca y Sitka ha dependido de (i) caracteres de escamas cónicas fácilmente medibles de los árboles semilleros, especialmente la longitud libre de las escamas, (ii) juicios visuales de caracteres morfológicos, por ejemplo, ritmo de crecimiento, peso de brotes y raíces, y estriado de las acículas, o (iii) alguna combinación de (i) y (ii) (Yeh y Arnott 1986). Útiles hasta cierto punto, estos procedimientos de clasificación tienen importantes limitaciones; la composición genética de las semillas producidas por un rodal está determinada tanto por los árboles semilleros como por los parentales polínicos, y la clasificación de especies de los semilleros híbridos y las estimaciones de su nivel de introgresión sobre la base de las características de los árboles semilleros pueden ser poco fiables cuando los semilleros híbridos varían en su introgresividad como consecuencia de variaciones espaciales y temporales en las contribuciones de los parentales polínicos (Yeh y Arnott 1986).  En segundo lugar, los caracteres morfológicos están notablemente influenciados por influencias ontogenéticas y ambientales, de modo que para discernir con precisión la composición de los lotes de semillas híbridas de pícea, los lotes de semillas híbridas deben diferir sustancialmente en morfología de ambas especies parentales. Yeh y Arnott (1986) señalaron las dificultades de estimar con precisión el grado de introgresión entre las piceas blanca y de Sitka; la introgresión puede haber ocurrido a niveles bajos, y/o los lotes de semillas híbridas pueden variar en su grado de introgresión como consecuencia de repetidos retrocruzamientos con las especies parentales.

## Clasificación
Los análisis de ADN han demostrado que las clasificaciones tradicionales basadas en la morfología de la acícula y el estróbilo son artificiales. Un estudio reciente encontró que P. breweriana tiene una posición basal, seguida por P. sitchensis, y las otras especies se dividieron en tres clados, sugiriendo que la Picea se originó en Norteamérica.
Hay treinta y cinco especies nombradas de píceas.

### Clado I
- Picea breweriana. Montes Klamath, Norteamérica; endemismo local.

### Clado II
- Picea sitchensis Pícea de Sitka. Costa del Pacífico de Norteamérica; la especie de mayor tamaño, hasta 95 m de alto; importante en silvicultura.

### Clado III
- Picea engelmannii . Montañas de Norteamérica occidental; importante en silvicultura.
- Picea glauca Pícea blanca. Norteamérica septentrional; importante en silvicultura.

### Clado IV
- Picea brachytyla. Suroeste de China.
- Picea chihuahuana. Noroeste de México (muy rara).
- Picea farreri. Noreste de Birmania, suroeste de China (montañas).
- Picea likiangensis. Suroeste de China.
- Picea martinezii. Noreste de México (muy rara, en peligro).
- Picea maximowiczii. Japón (rara, montañas).
- Picea mexicana. Noreste de México (muy rara, en peligro).
- Picea morrisonicola. Taiwán (alta montaña).
- Picea neoveitchii. Noroeste de China (rara, en peligro).
- Picea orientalis Pícea oriental. Cáucaso, noreste de Turquía.
- Picea purpurea. Oeste de China.
- Picea schrenkiana. Montañas del centro de Asia.
- Picea smithiana. Himalaya occidental.
- Picea spinulosa. Himalaya oriental.
- Picea torano. Japón.
- Picea wilsonii. Oeste de China.

### Clado V
- Picea abies Pícea común; pícea noruega. Europa; importante en silvicultura. Es el árbol de Navidad original.
- Picea alcoquiana ("P. bicolor"). Japón central (montañas).
- Picea alpestris. Los Alpes en Europa; rara, a menudo tratada como una variedad de P. abies (y se hibrida con ella), pero con conos distintos.
- Picea asperata. China occidental; varias variedades.
- Picea crassifolia. China.
- Picea glehnii. Japón septentrional, Sajalín.
- Picea jezoensis. Noreste de Asia, Kamchatka sur hasta Japón.
- Picea koraiensis. Corea, noreste de China.
- Picea koyamae Pícea de Koyama. Japón (montañas).
- Picea mariana Pícea negra. Norteamérica septentrional.
- Picea meyeri.
- Picea obovata. Norte de Escandinavia, Siberia. A menudo tratada como una variedad de P. abies (y se hibrida con ella) pero los conos son distintos.
- Picea omorika Pícea de Serbia. Serbia; endemismo local; importante en horticultura.
- Picea pungens Pícea de Colorado o pícea azul. Montañas Rocosas, Norteamérica; importante en horticultura.
- Picea retroflexa. China.
- Picea rubens Pícea roja. Norteamérica nororiental; importante en silvicultura.

## Usos

### Madera

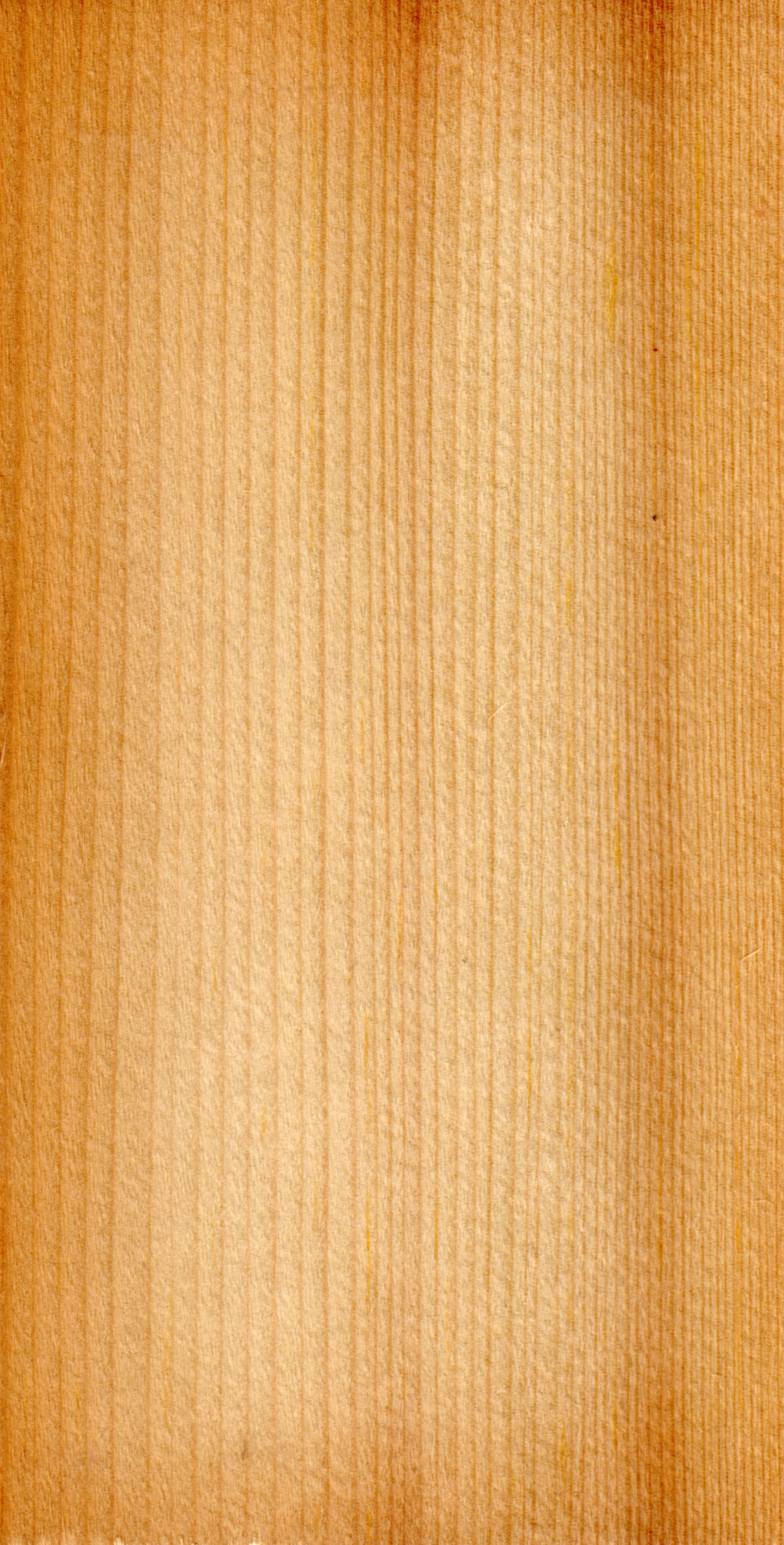
Madera de P. abies

La madera de abeto es muy útil para la construcción y se la conoce con diferentes nombres, como madera de Norteamérica, SPF (abeto, pino, abeto) y whitewood (el nombre colectivo de la madera de abeto). La madera de abeto se utiliza para muchos fines, desde trabajos de construcción en general y cajas hasta usos muy especializados en aviones de madera. El primer avión de los hermanos Wright, el Flyer, se construyó con madera de abeto.
Dado que esta especie no tiene cualidades de resistencia a los insectos o a la descomposición después de la tala, generalmente se recomienda para fines de construcción como uso exclusivo en interiores (entramado de paneles de yeso en interiores, por ejemplo). La madera de abeto, cuando se deja en el exterior, no puede durar más de 12-18 meses, dependiendo del tipo de clima al que esté expuesta.

### Madera para pasta de papel
La picea es una de las maderas más importantes para la fabricación de papel, ya que tiene fibras largas que se unen para hacer un papel resistente. Las fibras tienen paredes finas y se contraen en finas bandas al secarse. Las piceas se suelen utilizar en la fabricación mecánica de pasta de papel, ya que se blanquean fácilmente. Junto con los pinos del norte, las piceas septentrionales se utilizan habitualmente para fabricar NBSK. Los abetos se cultivan en grandes extensiones como madera para pulpa.

### En alimentación y en  medicina

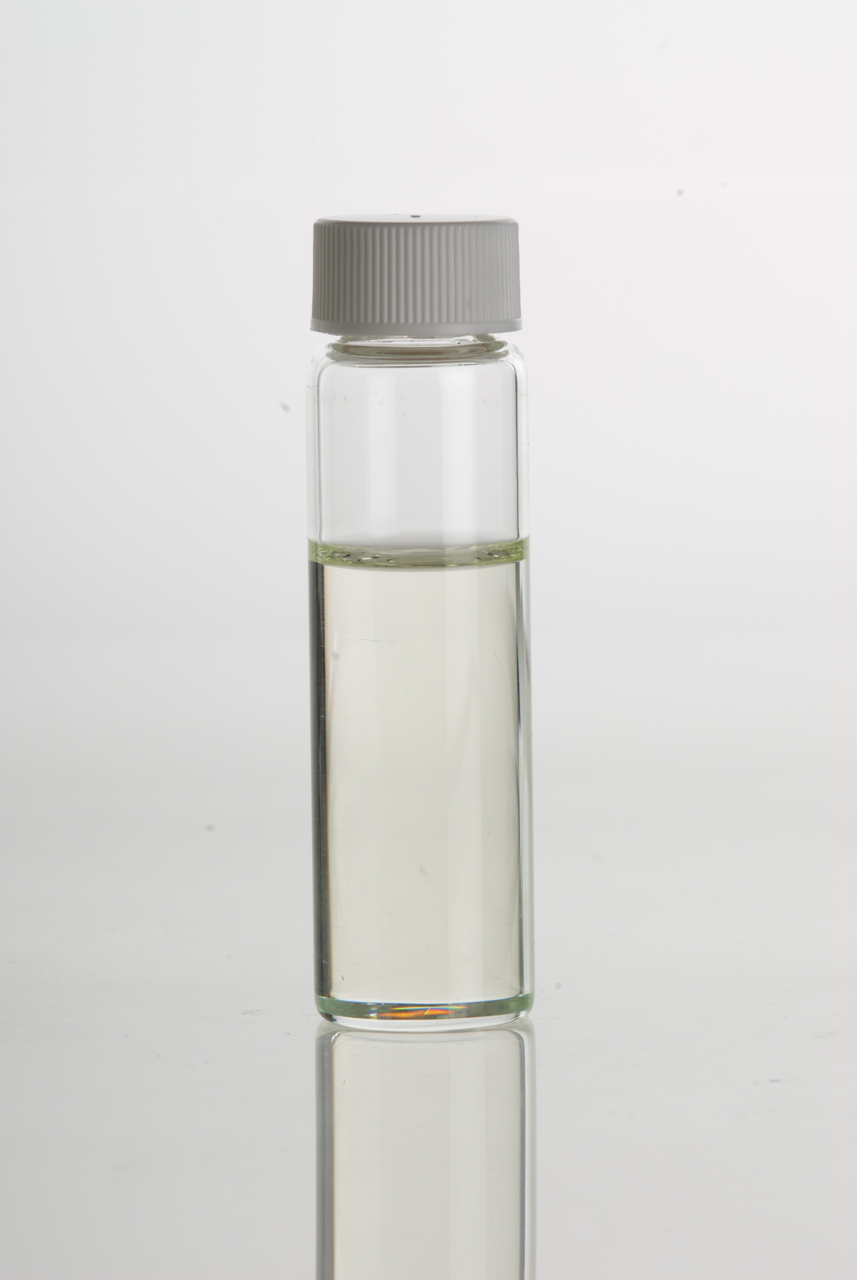
Aceite esencial de picea (Picea mariana) en un frasco de vidrio transparente.

Los brotes frescos de muchos abetos son una fuente natural de vitamina C.. El capitán Cook elaboraba cerveza alcohólica de abeto a base de azúcar durante sus viajes por mar para prevenir el escorbuto en su tripulación. Las hojas y ramas, o los aceites esenciales, pueden utilizarse para elaborar cerveza de abeto.
En Finlandia, los brotes jóvenes de abeto se utilizan a veces como especia, o se hierven con azúcar para crear jarabe de brotes de abeto. En situaciones de supervivencia, las agujas de abeto pueden ingerirse directamente o hervirse para hacer un té. Esto puede ser un buen sustituto a grandes cantidades de vitamina C. Además, el agua se almacena en las agujas de un abeto, proporcionando un medio alternativo de hidratación. El abeto puede utilizarse como medida preventiva contra el escorbuto en un entorno en el que la carne sea la única fuente de alimento destacada.

### Madera para instrumentos musicales
El abeto es el material estándar utilizado en las cajas de resonancia de muchos instrumentos musicales, como guitarras, mandolinas, violonchelos, violines y la caja de resonancia del piano y el arpa. La madera utilizada para este fin se denomina madera tonewood.
El abeto, junto con el cedro, se utiliza a menudo para la caja de resonancia/tapa de una guitarra acústica. Los principales tipos de abeto utilizados son el Sitka, el Engelmann, el Adirondack y el europeo.

### Otros usos
La resina se utilizaba en la fabricación de brea en el pasado (antes del uso de productos petroquímicos); el nombre científico Picea deriva del latín picea "pitch pine" (refiriéndose al pino silvestre), de piceus, un adjetivo de pix "pitch".
Los indígenas norteamericanos utilizan las raíces delgadas y flexibles de algunas especies para tejer cestas y coser trozos de corteza de abedul para las canoas. Véase también Kiidk'yaas para una inusual picea de Sitka dorada sagrada para el pueblo Haida.
Las piceas son árboles ornamentales muy populares en horticultura, admirados por su hábito de crecimiento simétrico, estrecho y cónico. Por la misma razón, algunos (sobre todo Picea abies y P. omorika) también se utilizan mucho como árboles de Navidad, y a menudo se fabrican árboles de Navidad artificiales a su semejanza.
En el hipódromo de Aintree (Liverpool) se utilizan ramas de abeto para construir varias de las vallas del Grand National. La madera de abeto también se utiliza para hacer esculturas. 